# دانيال غوتمان
دانيال غوتمان هو قاضي ومحامي وسياسي أمريكي، ولد في 1 يوليو 1901، وتوفي في 1 سبتمبر 1993. انتخب عضو جمعية ولاية نيويورك ‏ وانتخب عضو مجلس ولاية نيويورك ‏.